# Eleccions parlamentàries finlandeses de 2015
Les eleccions parlamentàries de Finlàndia de 2015 van tenir lloc el dia 19 d'abril de 2015 a Finlàndia. Els resultats van servir per a elegir als 200 diputats del Parlament finlandès mitjançant el sistema d'Hondt.
En aquests comicis va resultar guanyador el Partit del Centre, que va obtenir un 21,1% dels vots. La seva victòria marca el retorn del partit en poder després de quatre anys de govern per part del Partit de la Coalició Nacional. Juha Sipilä va ser elegit primer ministre de Finlàndia després d'una sèrie de negociacions amb altres partits.